# Aibo
Aibo – was sowohl das japanische Wort für „Partner“ bedeutet als auch als Abkürzung für Artificial Intelligence roBOt verstanden werden kann – ist ein Roboterhund, der vom japanischen Elektronik-Konzern Sony als Spielzeug zur Unterhaltung entwickelt wurde. Mit dem Aibo leistete Sony Pionierarbeit für die Einführung von Robotern in Haushalte. Insgesamt wurden mehr als 150.000 Aibos verkauft.
Am 26. Januar 2006 gab Sony die Einstellung der Aibo-Entwicklung und Produktion aufgrund einer Umstrukturierung des Konzerns bekannt. Der Kundendienst und die Versorgung mit Ersatzteilen wurde von Sony noch für 7 Jahre nach dem Produktionsende eines Aibo-Modells garantiert. Für das letzte Modell ERS-7M3 endete dieser Zeitraum im März 2013. Eine Neuauflage wird, zunächst in Japan, seit 1. November 2017 zum Kauf angeboten.

## Eigenschaften

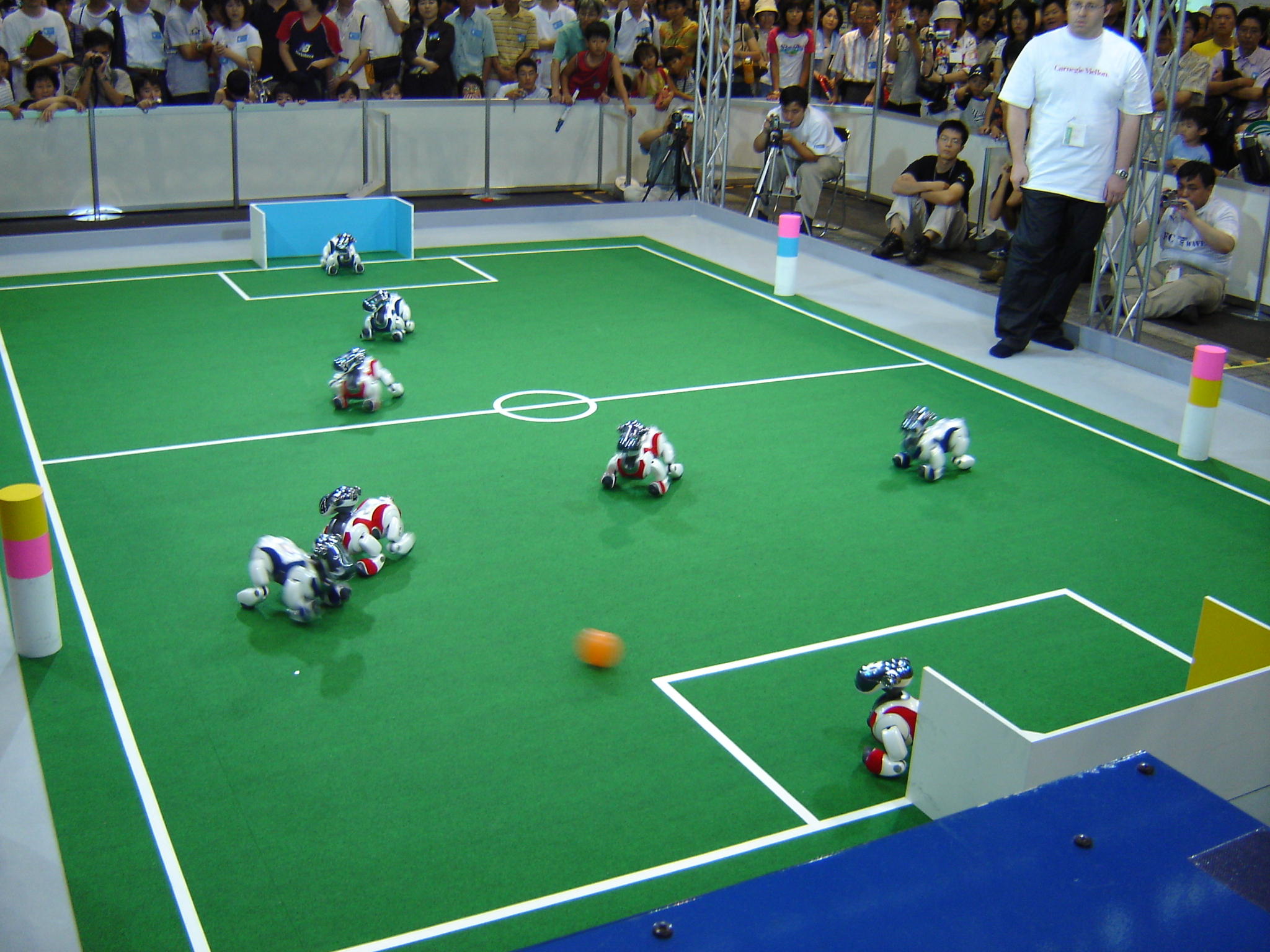
Aibos beim Robocup 2005

Aibo nimmt Informationen über seine Umgebung mittels einer Kamera, Mikrofonen und in begrenztem Umfang auch taktiler Rückmeldungen wahr. Diese Informationen werden in einem internen Computer verarbeitet. Die Ausgabe dieses Computers besteht im Auslieferungszustand in einer Imitation von Haushund-typischem Verhalten, wie vierbeinigem Gang, nonverbale Kommunikation durch Bewegung von Ohren und Schwanz, auf-dem-Boden-wälzen etc. Darüber hinaus gibt es eine Ton- bzw. Sprachausgabe sowie Leuchtdioden, die die simulierte „Stimmung“ des Geräts direkt anzeigen. Die 2006 erschienene Software „Mind 3“ erlaubt Aibo, seine selbst gemachten Bilder täglich im Internet zu veröffentlichen (Roboblog).
Eine wesentliche Eigenschaft der Aibos ist, dass sie über eine durch Sony definierten Schnittstelle (OPEN-R) von Grund auf selbst programmiert werden können. Während Sony fortgeschrittenen Heimanwendern vorschlug, auf diese Weise neue „Hunde-Persönlichkeiten“ zu entwickeln, ist sie auch im akademischen Bereich von Interesse. Serien-Aibos, die auf diese Weise neu programmiert wurden, traten bis 2008 in einer eigenen Klasse des RoboCups (Roboterfußball-WM) gegeneinander an.

## Modelle
1999 wurde die erste Aibo-Serie, Modell ERS 110, über das Internet angeboten. Trotz des relativ hohen Preises (ca. 2500 €) waren die 3000 vorgehaltenen Exemplare in Japan innerhalb von 18 Minuten ausverkauft, die 2000 Exemplare in den USA innerhalb von vier Tagen.
Kurz darauf erschien der minimal technisch und optisch veränderte ERS 111, der in einer Stückzahl von nur 20.000 und nur per Losverfahren zu bekommen war.
Das nächste Modell, der ERS 210, wurde zum größten Aibo-Erfolg, später erschien noch der ERS 210A, der einen schnelleren Prozessor und einen verbesserten Hals besaß. Auch der ERS 220 war später als A-Modell erhältlich. Es folgten die Modelle ERS 311 (Latte) und ERS 312 (Macaron).
Der Aibo 210 und der Aibo ERS 220 waren in unbegrenzter Stückzahl erhältlich. Der ERS 220 hat als Besonderheiten eine ausfahrbare Lampe im Kopf und rote und blaue LEDs im Gesicht.
Weitere drei Serien (u. a. ERS 31X) wurden hauptsächlich für den asiatischen Markt entwickelt.
Seit 1999 hatte für einige Jahre eine kontinuierliche Weiterentwicklung stattgefunden. Das letzte Modell war der Aibo ERS 7M3, der im Oktober 2005 auf den Markt kam und für 2099 € verkauft wurde.
Nach einem vorläufigen Verkaufsende im Jahr 2006 wurde Aibo 2017 neu aufgelegt. Die neue Version hat ein verändertes Äußeres, wiegt 2,2 Kilogramm und verfügt über neue Elektronik. Die Version wird als „autonom“ beworben und soll mit der Zeit eine eigene Persönlichkeit entwickeln. Über zwei Kameras und Mikrofone wird die Umgebung wahrgenommen und die gesammelten Daten sollen von einem Lernprogramm ausgewertet werden. Aibo speichert alle Interaktionen und verbindet sich mit dem Internet, um Erfahrungen mit anderen Modellen auszutauschen. Der Preis zum Verkaufsstart in Japan am 18. Januar 2018 beträgt 198.000 Yen.

## Tekkotsu Robotics Framework
Das Tekkotsu Robotics Framework ist eine Software aus dem Bereich der kognitiven Robotik. Sie wurde ab 2005 an der Carnegie Mellon University entwickelt und kam im Umfeld des RoboCup-Wettbewerbes zum Einsatz. Ursprünglich wurde das Tekkotsu Robotics Framework für den AIBO-Roboterhund entwickelt und später auf weitere Robotertypen adaptiert. Seit 2010 wird die Software nicht mehr weiterentwickelt.
Bestandteile des Frameworks sind:
- RRT-Pfadplaner[8]
- 3D-Simulator, genannt „Mirage“[9]
- Unterfunktionen, um Motion Primitive zu verwalten[10]
- sowie Vision, inverse Kinematik und Kartenerstellung (mapping)[7]

Die Programmierung erfolgt „behavior based“, besser bekannt als „reaktives Paradigma“ oder Subsumption-Architektur. Ein neues „Behavior-Objekt“ wird von einer bestehenden C++-Klasse abgeleitet und mit weiteren Methoden und Eigenschaften ergänzt. Die Verwendung von UML erleichtert die Modellierung.